# New Perth
New Perth est une communauté dans le comté de Kings sur l'Île-du-Prince-Édouard, au Canada, au sud-ouest de Cardigan.